# Munthof (metrostation)
Munthof (Frans: Hôtel des Monnaies) is een station van de Brusselse metro, gelegen onder de Kleine Ring om het centrum van de stad Brussel.

## Geschiedenis
Het ondergrondse metrostation werd geopend op 2 oktober 1988 als onderdeel van metrolijn 2, dat ombouw van een aantal premetrostations heeft gekost. Sinds de herziening van het metronet in 2009 rijden metrolijnen 2 en 6 in dit station.
Het station is vernoemd naar de Munthofstraat waar tot in de jaren 1970 in de Munthof de Belgische munten werden geslagen. Er is evenwel weinig van de Munthof overgebleven aangezien het gebouw in 1979 grotendeels gesloopt werd.

## Situering
Metrostation Munthof is nabij het Universitair Medisch Centrum Sint-Pieter gelegen. Bovengronds is er aansluiting voorzien met De Lijn bussen.

## Kunst
Bij de bouwwerkzaamheden aan de tunnel tussen de stations Munthof en Hallepoort stuitte men op delen van de 18e-eeuwse stadsmuren, die zich meer dan tien meter onder de oppervlakte bevonden. Enkele fragmenten van de vestingmuren werden in station Munthof heropgebouwd als decoratie. Deze bevinden zich op het perron richting Simonis en Koning Boudewijn.

## Afbeeldingen

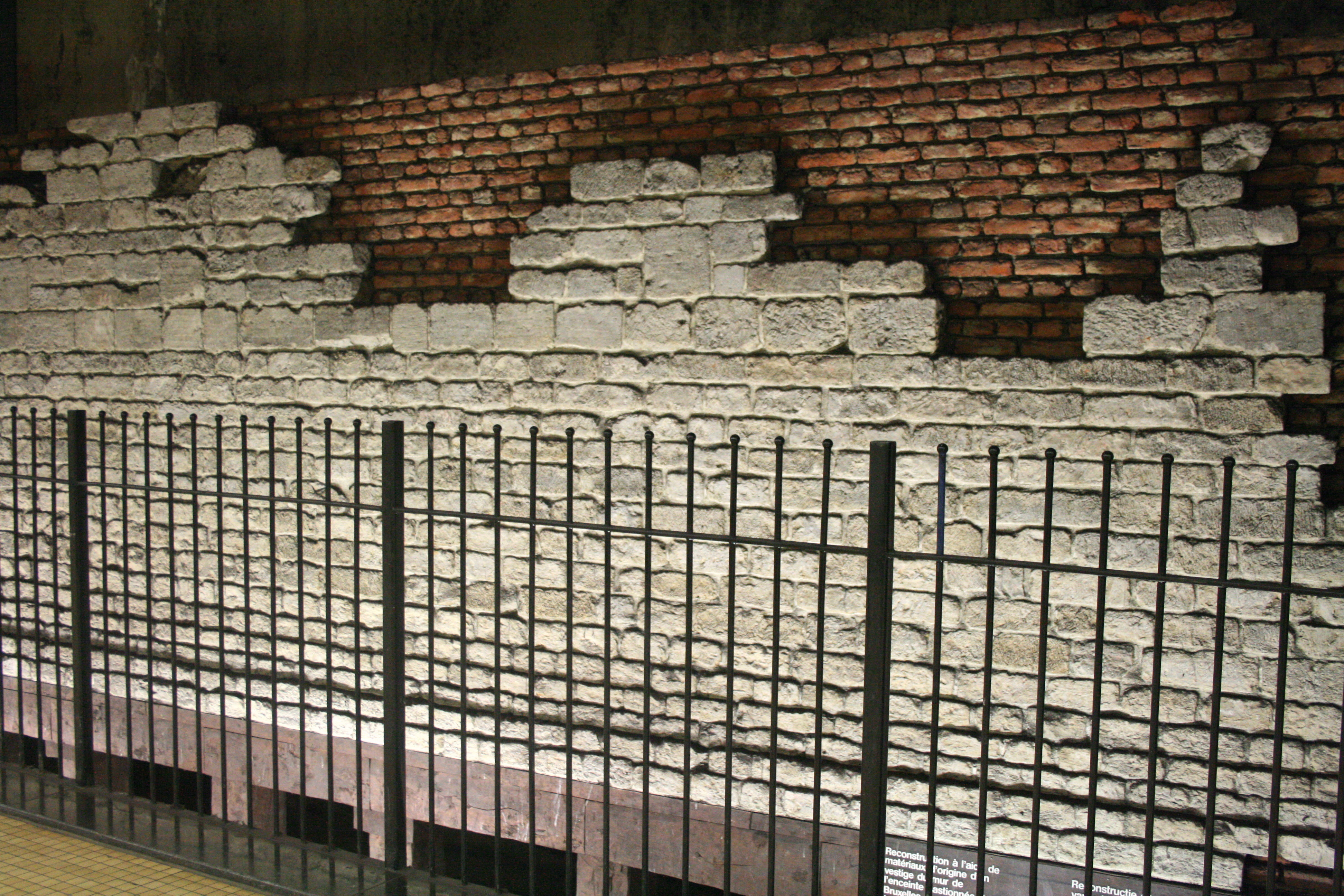
Delen van de oude stadsmuur ter versiering.
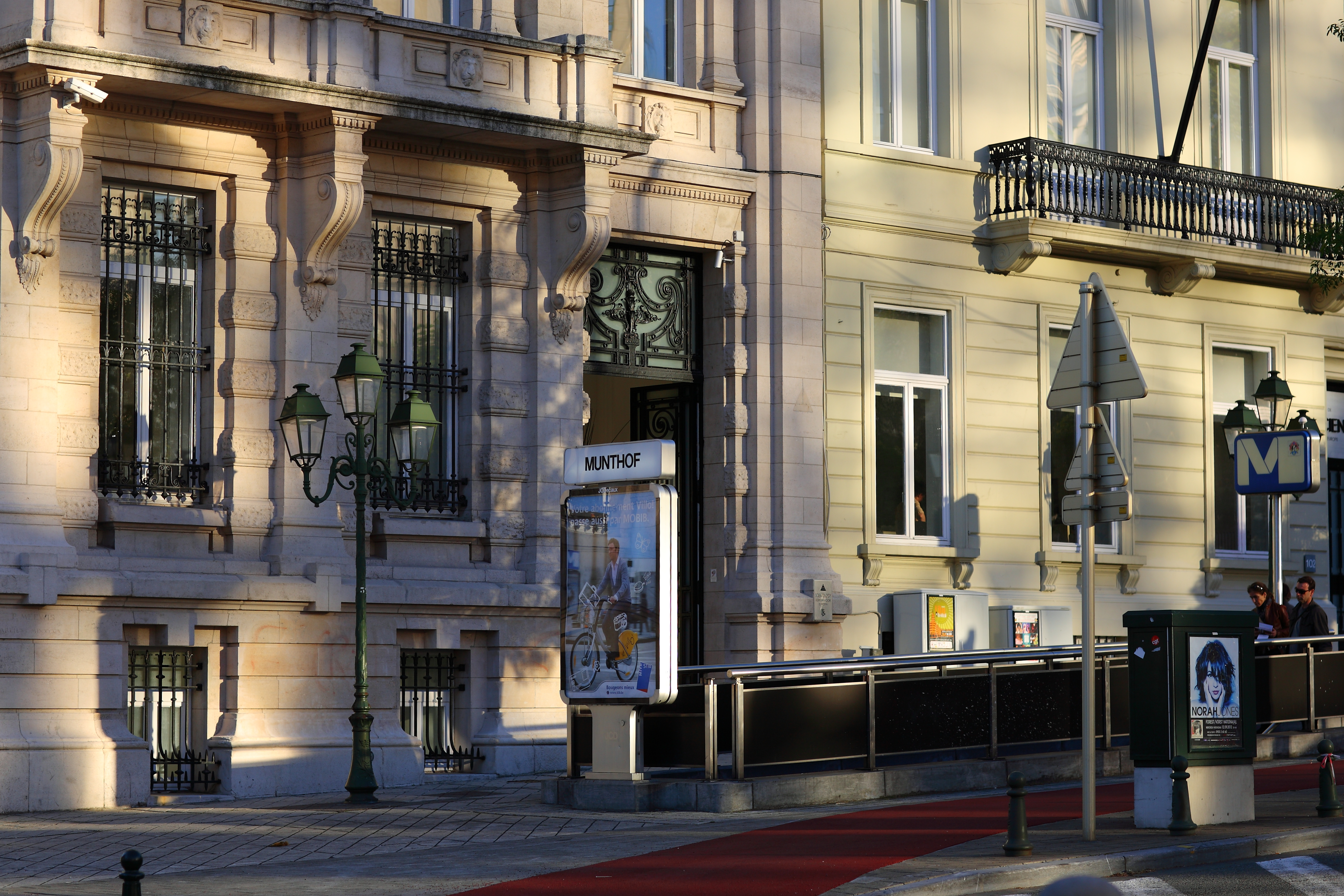
Ingang van het station.